# Szabadtéri néprajzi gyűjtemény
A szabadtéri néprajzi gyűjtemény a még fellelhető néprajzi tárgyak tudományos jellegű összegyűjtése, bemutatása, kiállítása eredeti helyén vagy ahhoz hasonló környezetben újból felépített helyen (épületben, vagy más objektumban). A múzeumi kiállítóhelyhez képest előnyösebb, mert szemléletesebben mutatja be a tárgyhasználatot, az életmódot.
Magyarországon két típusát különböztetjük meg:
- múzeumfalu (skanzen): több áttelepített vagy reprodukált épületben bemutatott szabadtéri néprajzi gyűjtemény;
- tájház (falumúzeum): a megőrzött népi műemléképületben vagy épületegyüttesben az adott település vagy tájegység népi kultúráját reprezentáló, helyben összegyűjtött és kiállított szabadtéri néprajzi gyűjtemény.

Ezek a gyűjtemények az utóbbi évtizedekben a hagyományápolás színterei valamint a falusi turizmus kedvelt célpontjai lettek. Elősegítik azt, hogy az érdeklődők megismerkedhessenek a népi hagyományokkal, a hagyományos életmóddal, népművészeti örökségünkkel.